# Henri Vaugeois
Henri Vaugeois (L'Aigle, 25 aprile 1864 – 11 aprile 1916) è stato un filosofo e politico francese, cofondatore, assieme a Maurice Pujo, di Action française (1898).

## Biografia
Henri Vaugeois inizialmente era un professore di filosofia di centro sinistra, repubblicano (tra l'altro discendente di un regicida, Jean-François Gabriel Vaugeois, deputato della Convenzione nazionale che votò la condanna a morte di Luigi XVI). Apparteneva ad una cerchia di intellettuali di sinistra, l'Unione per l'azione morale, che si schierò a difesa del capitano Dreyfus. 
In quell'epoca, per la reazione nazionalista, Henri Vaugeois e Maurice Pujo abbandonarono il movimento per fondare, l'8 aprile 1898, il primo comitato di Action française, di posizioni nazionalista repubblicane.
Charles Maurras aderì poi a quel movimento e convertì i suoi membri all'idea monarchica.